# Serge Falck
Serge Falck (ur. 19 kwietnia 1961 roku w Antwerpii, Belgia) — belgijsko-austriacki aktor.

## Filmografia
- 1998: Medicopter 117 jako Peter Berger
- 1997: Schuld der Liebe, Die jako Steinmetz
- 1992: Kaisermühlen Blues jako Pepi Schoitl
- 1987: Stein des Todes, Der jako Frank